# 溪边野古草
溪边野古草（学名：Arundinella fluviatilis）为禾本科野古草属的植物，是中国的特有植物。分布于中国大陆的湖北、湖南、江西、贵州、四川等地，多生在砂岩的石隙间、河床两岸石灰及沙滩上，目前尚未由人工引种栽培。